# 돔발상어목
돔발상어목은 상어 목의 하나로, 7개 과에 약 97종으로 구성되어 있다.
2개의 등지느러미에 보통 가시가 있으며, 뒷지느러미 또는 순막은 없고 5줄의 새열을 지니고 있다. 대부분 다른 측면에서는, 그러나 형태와 크기 면에서 매우 다양하다. 극 지방부터 열대 수역까지 전 세계에서 그리고 연안 해역의 얕은 바다부터 먼 바다에서 발견된다.

## 하위 분류
- 꿀꺽상어과 또는 켄트로포루스과 (Centrophoridae)
  - 켄트로포루스속 (Centrophorus)
  - Deania
- 검목상어과 (Dalatiidae) (J. E. Gray, 1851)
  - Euprotomicroides
  - Heteroscymnoides
  - Mollisquama
  - 달라티아스속 (Dalatias)
  - 검목상어속 또는 이시스티우스속 (Isistius)
  - 유프로토미크루스속 (Euprotomicrus)
  - Squaliolus
- 에키노리누스과 (Echinorhinidae), Gill, 1862
  - 에키노리누스속 (Echinorhinus)
- 가시줄상어과 (Etmopteridae), Fowler, 1934
  - Aculeola
  - Centroscyllium
  - 가시줄상어속 (Etmopterus)
  - Miroscyllium
  - Trigonognathus
- 옥시노투스과 (Oxynotidae), Gill, 1872
  - 옥시노투스속 (Oxynotus)
- 잠꾸러기상어과 (Somniosidae), Jordan, 1888
  - Centroscymnus
  - Centroselachus
  - Proscymnodon
  - Scymnodalatias
  - Scymnodon
  - Somniosus
  - Zameus
- 돔발상어과 또는 곱상어과 (Squalidae) Blainville, 1816
  - Cirrhigaleus
  - 곱상어속 (Squalus)